# باشگاه ورزشی طلیعه
باشگاه ورزشی طلیعه (عربی: نادي الطليعة الرياضي) یک باشگاه فوتبال سوری مستقر در حمات سوریه است.